# Relations entre l'Ouzbékistan et l'Union européenne
Les relations entre l'Ouzbékistan et l’Union européenne sont régies par l'accord de partenariat et de coopération de 1999.
L'UE octroie aussi une aide au développement via l'instrument de financement de la coopération au développement afin de soutenir le développement rural, l'état de droit, la facilitation des échanges et le secteur privé, dont les PME.

## Sources

## Compléments